# Ždinja vas
Ždinja vas je naselje v Občini Novo mesto.